# CRC 102A
Il CRC 102A è stato il primo calcolatore elettronico installato in Italia, presso il Politecnico di Milano, nel 1954.

## Storia
Nel 1951 Gino Cassinis, rettore del Politecnico e sindaco di Milano aveva firmato unitamente al Ministero della Pubblica Istruzione la richiesta per l'ottenimento di un finanziamento dai fondi ERP (European Recovery Program, comunemente chiamato Piano Marshall, un programma sviluppato dall'America a favore dei Paesi coinvolti nel secondo conflitto mondiale), da utilizzare per la costituzione di un centro milanese di calcoli numerici.
La macchina fu acquistata per 120.000 dollari dalla ditta californiana "Computer Research Corporation" (CRC), un'azienda start-up che il colosso National Cash Register, NCR, aveva acquisito nel 1953 per entrare nel mercato dell'informatica. 
La CRC era stata costituita da un gruppetto di ex ufficiali che durante la guerra avevano partecipato a progetti militari di tecnologia avanzata. Luigi Dadda, giovane ingegnere e ricercatore lodigiano, partecipò ai lavori di costruzione della macchina in California, si addestrò alla sua programmazione e, alla fine del 1954, tenne il primo corso introduttivo all'uso del calcolatore. 
L'inaugurazione ufficiale del CRC 102A  avvenne il 31 ottobre del 1955.

## Utilizzo
Il calcolatore venne messo a disposizione di Istituti e di alcune grandi Industrie.
La Società Edison (settore impianti idroelettrici), ad esempio, utilizzò il CRC102A per la soluzione di equazioni algebriche lineari necessarie ai calcoli per la costruzione di grandi dighe; la Pirelli per la determinazione dei campi elettrici passanti per cavi ad alta tensione e la Aermacchi per calcoli strutturali ed aerodinamici. Altre aziende furono la Magneti Marelli, la Montecatini, la Siemens, la FACE Standard, la Franco Tosi e l'Innocenti ed alcuni osservatori astronomici come quelli di Merate, Brera e Pino Torinese. 
La macchina rimase in funzione fino al 1963.

## Caratteristiche tecniche
- Dimensione della parola: 42 bit
- Memoria primaria a tamburo magnetico, capacità: 1024 parole (tempo di accesso: 11 microsecondi)
- Memoria secondaria a nastro magnetico, capacità: 117K parole
- Operazioni/s: circa 100
- Componenti: 650 tubi a vuoto e oltre 6000 diodi al germanio
- Set di istruzioni: 30
- Dispositivi I/O: lettore e perforatore di schede, telescrivente
- Alimentazione: 20 kW

Nel 1958 il CRC102A sarà corredato da altri comandi, tra cui le operazioni in virgola mobile, che richiederanno l'aggiunta di altre 70 valvole e 1000 diodi.

## Riferimenti
- C. Bonfanti, Mezzo secolo di futuro. L'informatica italiana compie 50 anni, Mondo Digitale, dicembre 2004, n. 3, pp 50-68
- G. De Marco, G. Mainetto, S. Pisani, P. Savino, First Computers in Italy, CNUCE-CNR Pisa, 1998
- M. Zane, Il percorso italiano verso l’informatizzazione. Dal centro meccanografico al primo elaboratore elettronico, Fondazione Biblioteca Archivio Luigi Micheletti